# گل‌های عروسی
گل‌های عروسی (به بنگالی: Biyer Phool) یک فیلم سینمایی کمدی عاشقانه بنگالی هند محصول سال ۱۹۹۶ به کارگردانی رام موکرجی با بازیگری پروسنجیت چاترجی، رانی موکرجی، ایندرانی هالدار و سابیاسچی چاکرابارتی است. این نخستین بازی رانی موکرجی، (دختر کارگردان همین فیلم) است که برای تبدیل شدن به یک بازیگر پیشرو در بالیوود در جلوی دوربین ظاهر شد.
فیلمبرداری این فیلم در گنگتوک انجام شده‌است.